# 吾妻謙 (アナウンサー)
吾妻 謙（あづま けん、1969年4月21日 - ）は、NHKのアナウンサー、ラジオプロデューサー。
兵庫県神戸市生まれ、埼玉県所沢市出身。埼玉県立所沢高等学校、明治大学を卒業後、1993年にNHKに入局。

## 人物
アナウンサーを目指したきっかけは、同じくアナウンサー試験を受けることになった友人が吾妻の自宅を訪れ、母親から「アナウンサーになるにはどんな資格が要るの」ときいたところ、誰でも受けられると言われて、その母親からあんたも受けてみなさいと勧められたことだったという。その友人が書き損じた時のために書き溜めていた応募書類をもらって使い、あるテレビのキー局に書類を送って試験を受けたところ、最終面接まで行ったことがあったということで、「これは他でも行けるのではないか」と思うようになったという。
既婚者で、3人の子供がいる。子供はいずれも1度目の福島放送局在籍期間中に産まれた子で、うち2人は双子の男児・女児である。

## 担当番組

### 大分放送局時代
- イブニングネットワークおおいた

### 高松放送局時代
- ニュース6いきいき香川[1]
- スポーツ中継[1]
- てれごじ。 - キャスター[7]

### 東京アナウンス室時代（1度目）
- スタジオパークからこんにちは - 「アナウンサーにQ」制作担当兼リポーター[11]、司会[8]（2004年4月 - 2005年3月）
- ホリデーインタビュー[12]

### 福島放送局時代（1度目）
- はまなかあいづToday - 18時台キャスター[13]

### 東京アナウンス室時代（2度目）
- NHKニュース おはよう日本 - 「まちかど情報室」キャスター[3]（2009年3月30日 - 2011年3月11日）

### 横浜放送局時代
- NHKニュース おはよう日本 - 東京アナウンス室時代から引き続き出演[8]。
- ゆうどきネットワーク[8]
- 首都圏ネットワーク[8]
- ヨコハマから届けよう、ジャズの元気（NHK-FM） - プロデューサー[5]
- FMサウンド★クルーズ（NHK-FM） - プロデューサー兼パーソナリティ[4]
- ひるまえほっと[4]

### 福島放送局時代（2度目）
- はまなかあいづToday[5][9] - キャスター（2015年3月30日 - 2019年3月29日）

### ラジオセンター時代
- ちきゅうラジオ - キャスター（2019年4月6日 - 2020年3月29日）
- らじるラボ - アンカー（2020年3月30日 - 2023年3月17日）
- ごごカフェ - 金曜メインパーソナリティ（店長）（2023年4月7日 -  2024年3月15日）※木曜は同年10月5日 - 同年3月14日

### 福島放送局時代 （3度目）
- 福島のニュース
- はまなかあいづTODAY（2024年4月30日-5月2日、代理キャスター）
- NHKニュース845ふくしま（不定期）
- おはよう福島（不定期）